# Рамбха
Рамбха (Rambhâ) — в индийской эпической мифологии одна из нимф-апсарас, происшедшая во время Пахтанья Молочного океана и вошедшая в пословицу как тип женской красоты.
Индра послал её, чтобы соблазнить мудреца Вишвамитру, но последний проклятием обратил её в камень, в виде которого она оставалась целую тысячу лет. 
По «Рамаяне», она была похищена ракшасом Раваной.